# ساندویچ بیکن

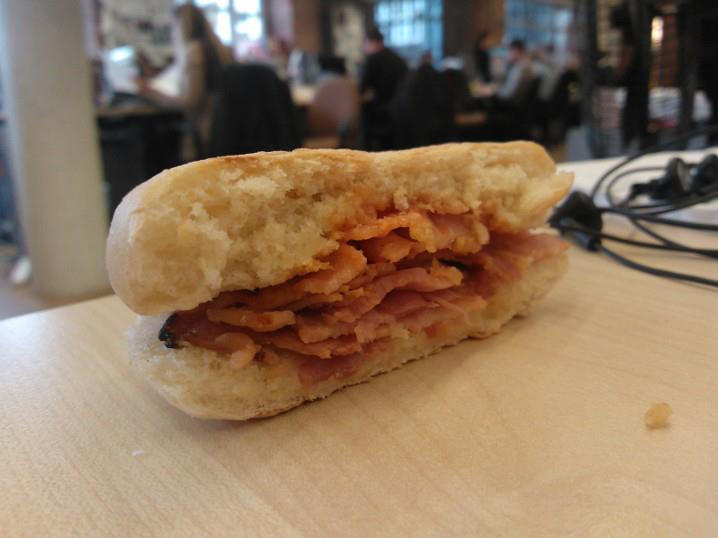
ساندویچ بیکن بدون سس

مردم بریتانیا دوست دارند حتی برای صبحانه شان هم ساندویچ بخورند. یکی از این ساندویچ ها، ساندویچ بیکن (یا سوسیس)، تخم مرغ، قارچ سرخ شده و پنیر است که معمولا با سس گوجه فرنگی سرو می شود. نوع دیگر ساندویچ صبحانه از نان تست برشته و کره با مارمالاد میوه تشکیل شده است. البته انگلیسی ها غذای معروف شان یعنی ماهی و سیب زمینی را هم به صورت ساندویچ می خورند. ساندویچ جالب دیگر این کشور لایه ای از خیارشور و چیپس است روی نان جو.

این ساندویچ در همه جای بریتانیا محبوب است و معمولاً در رستوران‌های ارزان‌قیمت عرضه می‌شود.